# Jonas Jonasson i Rasslebygd
Jonas Jonasson (i riksdagen kallad Jonasson i Rasslebygd), född 1 januari 1821 i Algutsboda församling, Kronobergs län, död där 16 april 1908, var en svensk hemmansägare och riksdagspolitiker.
Jonasson var hemmansägare i Rasslebygd i Algutsboda. Han företrädde bondeståndet i Uppvidinge och Konga härader vid ståndsriksdagen 1865–1866 och var efter representationsreformen ledamot av riksdagens andra kammare invald i Uppvidinge härads valkrets. Han var också landstingsman i 10 år, nämndeman i 38 år och häradsdomare i 20 år. Han var i många år ordförande i kommunalnämnden samt fungerade som gode man i lantmäteri- och förmyndarskap.